# 马塞 (奥布省)
马塞（法語：Macey，法語發音：[masɛ]）是法国奥布省的一个市镇，位于该省中部偏南，属于特鲁瓦区和特鲁瓦香槟都会城市圈公共社区，其市镇面积为20.46平方公里，2022年1月1日时人口数量为982人。
马塞是特鲁瓦香槟都会城市圈公共社区的组成部分，位于特鲁瓦市区以西大约7公里。

## 行政
马塞的邮政编码为10300，INSEE市镇编码为10211。

## 地理

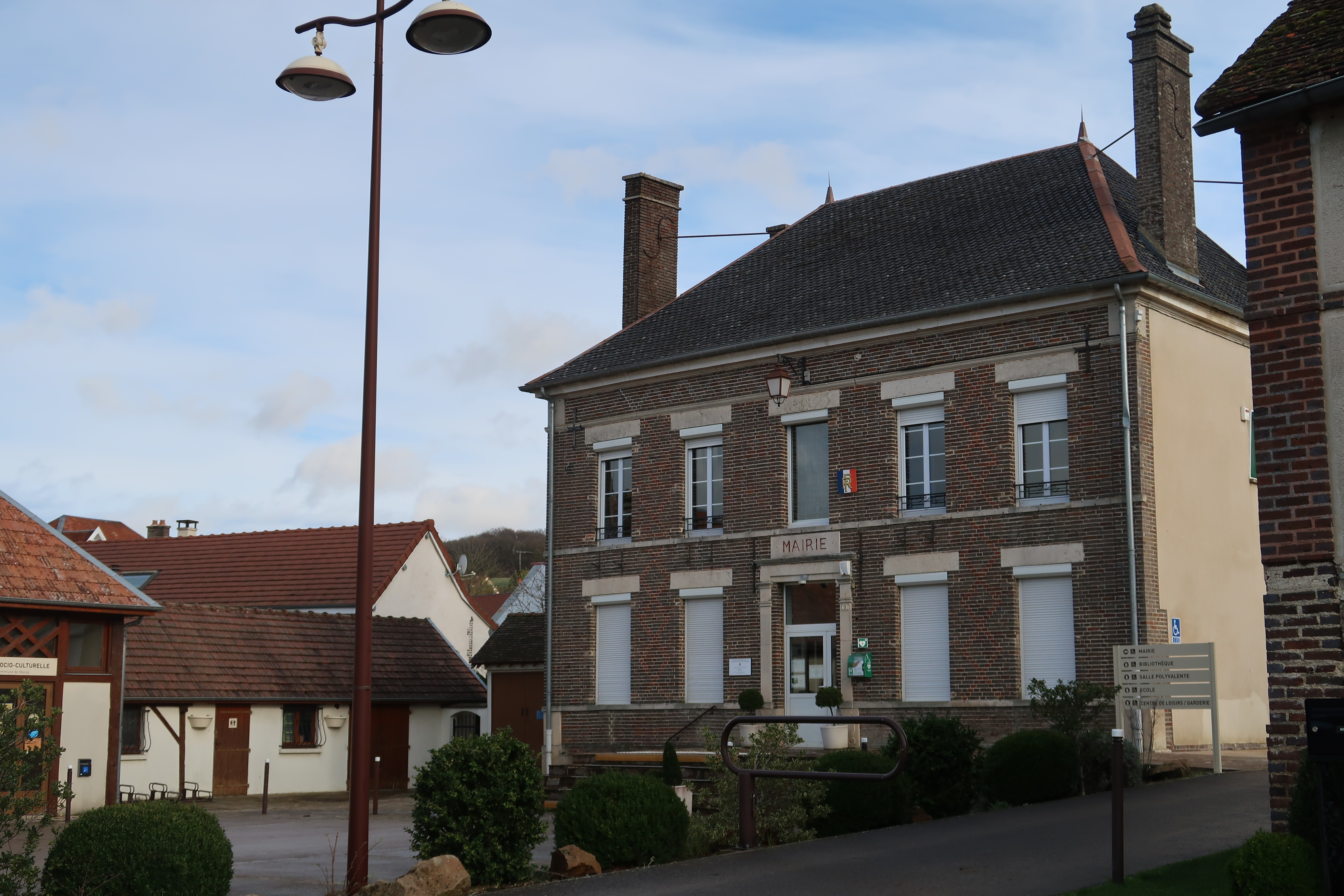
马塞市政厅

马塞（48°17'33"N, 3°54'55"E）位于法国中北部偏东，大东部大区西南部和奥布省中部。
与马塞接壤的市镇包括：迪耶雷圣于连、迪耶雷圣皮埃尔、丰瓦讷、梅松、蒙格、勒帕维永圣朱莉、圣利耶。
马塞属于塞纳河流域，境内地势平坦。
按照柯本气候分类法，马塞属于温带海洋性气候，全年温差较小，降水分布均匀。

## 历史
马塞历史上长期为一普通村落，法国大革命后成为市镇，20世纪80年代后人口数量快速增加。

## 交通
奥布省省道D15线、D60线、D158线和D660线经过马塞境内。
特鲁瓦公交2路和6路经过境内。

## 政治
现任马塞市长为多米尼克·弗勒雷先生（Dominique Fleurey）。

## 人口
| 年份   | 1936 | 1946 | 1954 | 1962 | 1968 | 1975 | 1982 | 1990 | 1999 | 2006 | 2007 | 2012 | 2017 |
| ------ | ---- | ---- | ---- | ---- | ---- | ---- | ---- | ---- | ---- | ---- | ---- | ---- | ---- |
| 人口數 | 216  | 197  | 223  | 187  | 204  | 199  | 534  | 724  | 742  | 843  | 858  | 918  | 964  |

## 建筑
马塞圣马丁教堂（Église Saint-Martin de Macey）是法国国家文物保护单位。